# Cumuleo
Cumuleo est un site Internet qui établit le baromètre du cumul des mandats, fonctions et professions par les mandataires politiques en Belgique. Il fut créé le 14 décembre 2009, par Christophe Van Gheluwe, un indépendant né 1975 et spécialiste du référencement sur les moteurs de recherche, pour faciliter la transparence en répertoriant les plus grands « cumulards » belges.
Le site actualise sa base de données notamment avec les publications de la cour des comptes (Belgique), de l'organe de contrôle des mandats wallons et des déclarations de mandats du Parlement bruxellois ou du Parlement wallon.

## Reconnaissance
Au mois d'août 2024, à la suite d'une plainte, l'Autorité de protection des données confirmait le droit accordé à Cumuleo de publier la rémunération des mandataires. Cette décision fut l'occasion d'affirmer que le projet Cumuleo avait un rôle comparable à celui de la presse au sein du débat d’intérêt public sur la question de la transparence dans la gestion publique et la lutte contre les conflits d'intérêts et la corruption.